# دوري تونغا لكرة القدم 2008
دوري تونغا لكرة القدم 2008 هو موسم من دوري تونغا لكرة القدم. فاز فيه Lotohaʻapai United ‏.